# 岩淵匡
岩淵 匡（いわぶち ただす、1937年1月 - ）は、日本の国語学者。東京都生まれ。
早稲田大学教育・総合科学学術院教授（1978年 - 2007年3月31日）、文学博士（米・国際学士院大学）。漢字を専門とする。
父親は「岩波国語辞典」岩波書店の編者で、著名な国語学者である岩淵悦太郎。

## 経歴
早稲田大学のHPによると岩淵匡氏の職歴は以下の通りである。早稲田大学では教育学部に所属。
- 1964年 - 1967年 早稲田大学 助手
- 1967年 - 1973年 早稲田大学 講師（専任）
- 1973年 - 1978年 早稲田大学 助教授
- 1973年 - 1976年 武蔵野女子大学 非常勤講師
- 1972年 - 1979年 東京女子大学 非常勤講師
- 1979年 - 1994年 武蔵野女子大学 非常勤講師
- 1981年 - 1994年 大妻女子大学 非常勤講師
- 1990年 - 1992年 国士舘大学 非常勤講師
- 1999年12月10日 アメリカ国際学士院付属大学[1]から「漢字使用に関する史的研究」論文においてPh.D.を取得（1999年度 早稲田大学博士学位授与者）
- 2005年5月16日 文化審議会国語分科会委員

## 著書（編著も含む）
- 『日本文法用語辞典』共編 1989年 三省堂 ISBN 4385135851
- 『日本語学辞典』新版 共編 1994年桜楓社 ISBN 4273027941

- 『醒睡笑 静嘉堂文庫蔵本文編』共編 改訂版 1997年 笠間書院 ISBN 4305201178
- 『醒睡笑 静嘉堂文庫蔵索引編』共編 1998年 笠間書院 ISBN 430520116X

- 『日本語語源の楽しみ』（一）〜（五）2002年 岩淵悦太郎著、岩淵匡監修 グラフ社
- 『日本語の源流 言葉の歴史が語る日本語と日本人』佐藤美智代著、岩淵匡監修 2002年 青春出版社 ISBN 4413040414
- 『日本語反省帳間違いだらけのあなたの日本語』2004年 河出書房新社 ISBN 4309016073